# Germanium(IV)-iodid
Germanium(IV)-iodid (GeI4) ist eine anorganische chemische Verbindung des Germaniums aus der Gruppe der Iodide.

## Gewinnung und Darstellung
Germanium(IV)-iodid kann durch Reaktion von Germanium(IV)-oxid mit siedender Iodwasserstoffsäure oder Germanium mit Iod bei Temperaturen über 220 °C gewonnen werden.
{\displaystyle {\ce {GeO2 + 4HI -> GeI4 + 2H2O}}}
{\displaystyle {\ce {Ge + 2I2 -> GeI4}}}

## Eigenschaften
Germanium(IV)-iodid ist ein orangeroter kristalliner Feststoff, der in Wasser hydrolysiert. Er ist löslich in Kohlenstoffdisulfid und Benzol, jedoch weniger gut in Tetrachlormethan und Chloroform. Er beginnt oberhalb der Schmelztemperatur in Germanium(II)-iodid und Iod zerfallen. Germanium(IV)-iodid kristallisiert im kubischen Kristallsystem, Raumgruppe Pa3 (Raumgruppen-Nr. 205), mit dem Gitterparameter a = 11,89 Å. Die Kristallstruktur besteht aus tetraedrischen GeI4-Molekülen.